# Parzi
Parzi (ros. Парзи) – wieś (sieło) w Rosji, w Udmurcji, w rejonie głazowskim. W 2010 liczyła 698 mieszkańców.